# Rafael Leónidas Trujillo
Rafael Leónidas Trujillo Molina (ur. 24 października 1891 w San Cristóbal, zm. 30 maja 1961 w Ciudad Trujillo) – dominikański generał, dyktator rządzący Republiką Dominikany od 1930 do 1961 (w tym jako prezydent w latach 1930–1938 i 1942–1952).

## Życiorys
Urodził się w rodzinie niższej klasy średniej. Jego matka miała mulackie korzenie, co przez całe życie ukrywał. Otrzymał podstawowe wykształcenie, a następnie parał się różnymi pracami. 9 grudnia 1918 został przyjęty na szkolenia oficerskie Gwardii Narodowej organizowane przez amerykańskie United States Marine Corps (w tym czasie Dominikana była okupowana przez Amerykanów). 22 czerwca 1925 w stopniu generała został oficjalnie mianowany dowódcą naczelnym Gwardii Narodowej. W 1930 zachował neutralność w trakcie rewolty przeciwników prezydenta Horacio Vásqueza. W następstwie rozruchów prezydent podał się do dymisji, a realna władza trafiła w ręce Trujillo. Jeszcze w tym samym roku potwierdził swoje rządy poprzez zorganizowanie fasadowych wyborów prezydenckich. Jego rywale zostali aresztowani, zastraszeni lub zamordowani. Wybory zostały tak drastycznie sfałszowane, że po przeliczeniu głosów okazało się, że generał otrzymał więcej głosów, aniżeli było osób uprawnionych do głosowania.
Od czasu objęcia urzędu prezydenta pod fasadą demokracji sprawował dyktatorską władzę, którą po części umożliwiało mu przychylne stanowisko Stanów Zjednoczonych. Umocnienie rządów Trujillo umożliwione zostało przez huragan, który praktycznie zniszczył stolicę kraju, Santo Domingo, co prezydent wykorzystał do wprowadzenia stanu wojennego. W 1931 wprowadził jednopartyjne rządy Partii Dominikańskiej. Na kolejne lata przypadł okres budowy kultu jednostki. Stolicę przemianował na „Ciudad Trujillo“ i nadał sobie liczne tytuły, pośród których znalazły się określenia takie jak „El Benefector“, „dobroczyńca i ojciec odrodzonej ojczyzny“, „odnowiciel finansowej niepodległości“, „najwyższy protektor dominikańskich ludzi pracy“, „geniusz pokoju“, „główny protektor kultury“, „pierwszy wróg komunizmu”, „generalissimus”. Wobec opozycji prowadził politykę represji obejmującej mordy polityczne i tortury. Odwoływał się do idei hispanidad – kultywowania tradycji hiszpańskiej i „wybielenia” społeczeństwa”. W 1937 jego armia przeprowadziła masakrę imigrantów haitańskich (zwaną rzezią pietruszkową), co zaostrzyło stosunki z sąsiednim państwem. Dzięki korzystnej koniunkturze gospodarczej spłacił zagraniczne zadłużenie republiki. On i jego rodzina pozostali głównymi beneficjentami rozwoju gospodarczego kontrolując 75% majątku narodowego.
W 1938 ustąpił formalnie z urzędu. Do 1942, kiedy to powrócił na stanowisko sprawował praktyczną władzę poprzez podstawionych przez siebie polityków. W 1946 reżim zmasakrował strajkujących związkowców. W 1952 ponownie zrezygnował z urzędu na rzecz młodszego brata Héctora. W 1960 przeprowadził nieudany zamach na życie wenezuelskiego prezydenta Rómulo Betancourta. Akcja została potępiona przez społeczność międzynarodową i sprowadziła na kraj sankcje ekonomiczne. Po ich ogłoszeniu zmusił do ustąpienia Héctora ze stanowiska, a na jego następcę wyznaczył  Joaquína Balaguera. Po tych wydarzeniach Amerykanie zrozumieli, że dyktatorskie rządy Trujillo mogą wywołać w kraju rewolucję w kubańskim wykonaniu i zdecydowali się go zlikwidować. 30 maja 1961 dyktator zginął w zamachu zorganizowanym przez generała Pupo Romána. Zabójstwo zlecił amerykański konsulat. W chwili śmierci prywatny majątek Trujillo zdobyty poprzez korupcję i kleptokratyczną formułę rządów przekraczał 500 milionów dolarów. Dyktator na prośbę rodziny został pochowany na paryskim cmentarzu Père-Lachaise. W 1970 jego szczątki zostały przeniesione na Cementerio de El Pardo w Madrycie.